# رضا عباسچیان
غلامرضا جزء عباسچیان (زادهٔ ۲ بهمن ۱۳۴۴) که با نام رضا عباسچیان شناخته می‌شود، دانشمند رشتهٔ مهندسی مواد از دانشگاه کالیفرنیا، برکلی در سال ۱۹۷۱ است و در دانشگاه‌هایی چون مؤسسه فناوری ماساچوست، دانشگاه ایلینوی در شیکاگو، دانشگاه فلوریدا و دانشگاه پهلوی شیراز در ایران نیز حضور داشته‌است.
وی از سال ۲۰۰۵ تا ۲۰۱۶ ریاست دانشکده فنی و مهندسی کالج مهندسی بورنز را عهده‌دار داشته‌است.

## زندگی‌نامه
رضا عباسچیان با نام کامل غلامرضا جزء عباسچیان، دانش‌آموخته مهندسی معدن دانشکده فنی دانشگاه تهران در سال ۱۳۴۴ است. وی به سمت ریاست دانشکده فنی دانشگاه کالیفرنیا در ریورساید (UCR) انتخاب شده‌است. وی همچنین در کنفرانس علوم و تکنولوژی فلزات که در پیتز بورگ برگزار گردید، رسماً به ریاست انجمن بین‌المللی مهندسی مواد آمریکا بزرگترین انجمن مهندسی مواد در دنیا منصوب شد.

## کتاب‌ها و مقالات
در پرونده علمی این دانشمند ایرانی بیش از ۲۳۰ اثر علمی منتشر شده، چهار ثبت اختراع، هشت تقاضای ثبت اختراع و تألیف هشت کتاب جامع به چشم می‌خورد.
کتاب اصول متالورژی فیزیکی از آثار او است.

## جوایز دریافتی
عباسچیان در مراسم جشن هفتادمین سال تأسیس دانشکدهٔ فنی دانشگاه تهران از سوی کانون فارغ‌التحصیلان به عنوان یکی از هفتاد نفر دانش‌آموخته برگزیدهٔ دانشکده فنی معرفی و مورد تجلیل قرار گرفت.